# Милли фирка
«Милли́ фирка́» (крым. Milliy Fırqa, Миллий Фыркъа, ملی فرقا‎ — «Национальная партия») — политическая партия крымских татар. Была создана в июле 1917 года представителями национальной интеллигенции под названием Татарская партия. Название «Милли фирка» (не совсем точная транслитерация оригинального названия Milliy Fırqa — Миллий Фыркъа) партия получила в 1919 году, и именно под этим названием она известна в литературе. Ликвидирована советской властью.

## Создание
Ведущую роль в создании партии сыграли Номан Челебиджихан (Челеби Челебиев) и Джафер Сейдамет. Программа партии, принятая в ноябре 1917 года, ориентировалась на создание культурно-национальной автономии. Впрочем, как писал в своих записках редактор газеты «Миллет» (центрального печатного органа партии) Асан Сабри Айвазов, существовала и неофициальная программа, ориентированная на провозглашение самостоятельной республики под протекторатом европейских держав. Вскоре после образования в партии произошёл раскол с образованием двух групп: умеренной и радикальной левого направления, по идеологическим взглядам близкой к большевикам.
В ноябре (декабре) 1917 года «Милли фирка» созвала в Бахчисарае курултай, который избрал Крымскотатарское национальное правительство. После установления в январе 1918 года Советской власти в Крыму «Милли фирка» была запрещена и перешла на нелегальное положение. При вступлении украинских и германских войск на территорию Крыма в апреле 1918 года «Милли фирка» подняла мятеж в Алуште. 24 апреля у деревни Биюк-Ламбат отрядом крымских татар было захвачено и расстреляно правительство Таврической советской социалистической республики почти в полном составе.
После оккупации Крыма с апреля по ноябрь 1918 года германскими войсками «Милли фирка» участвовала в создании Первого крымского краевого правительства во главе с генералом М. А. Сулькевичем.
На первом этапе Гражданской войны вооружённые формирования «Милли фирка» участвовали в боевых действиях на стороне белых войск.
Большевики после прихода в Крым в апреле 1919 года рассматривают другие левые и национальные силы как союзников или попутчиков. В частности, в газете «Таврический коммунист» за 27 апреля 1919 была опубликована статья от имени Милли Фирка, в которой отмечалось, что она готовила «татарские трудящиеся массы к должной встрече большевиков, приход которых они предвидели уже месяцев 5-6 тому назад».  
При занятии Крыма войсками ВСЮР 9 августа 1919 года по старому стилю генерал Н. Н. Шиллинг издал приказ о роспуске крымскотатарской Директории и восстановлении Таврического магометанского духовного правления. 12 августа приказ был вручен председателю Сеитджелилю Хаттатову, он в тот же день ответил меморандумом об «унизительности» такого решения для крымскотатарского народа, но подчинился.
23 августа 1919 года здание Директории было занято войсками, прошли обыски и аресты. Под стражей вскоре оказалась все крымскотатарские лидеры: С. Хаттатов, А. Озенбашлы, Халил Чапчакчи, Абляким Хильми. Их обвиняли одновременно в сепаратизме (желании возродить Крымское ханство), союзе с Турцией и сотрудничестве с большевиками. Газета «Миллет» была закрыта, а после возобновления выпуска перешла под контроль татар-традиционалистов. Партия Милли Фирка перешла в подполье, а в народе усилились симпатии к большевикам.

## Ликвидация партии
После восстановления в Крыму Советской власти «Милли фирка» попыталась легализоваться. 25 ноября 1920 года члены Центрального комитета «Милли фирка» обратились в Крымревком с запиской, в которой признавали Советскую Россию «первым и естественным другом и союзником угнетённого мусульманства», оговаривая, что «быт, особенности и традиции мусульман» несовместимы с «диктатурой пролетариата». В этой записке партия предлагала советской власти следующее:
- Легализовать «Милли фирка»;
- Передать в ведение «Милли фирка» крымско-татарские религиозные и просветительские дела, а также вакуфы;
- Разрешить издавать газету «Миллет», выпускать книги, литературные и научные журналы.

Крымревком передал записку «Милли фирка» в областной комитет, который 30 ноября 1920 года вынес резолюцию об отказе от соглашения с этой партией.
Осенью 1927 года органами ОГПУ было начато следственное дело № 64513 о «контрреволюционной организации „Милли фирка“ в Крыму». 17 декабря 1928 года заседание коллегии ОГПУ СССР осудило по этому делу 58 человек из 63 подсудимых, в том числе 11 человек к высшей мере наказания — расстрелу.
В 1993 году прокуратурой Одесского военного округа по материалам судебного дела было установлено, что «„Милли фирка“ … какую-либо вооружённую борьбу против существующей власти не вела. Вина осуждённых по данному делу не доказана». На них было распространено действие ст. 1 Закона Украинской ССР «О реабилитации жертв политических репрессий на Украине» от 17 апреля 1991 года, «за отсутствием совокупности доказательств, подтверждающих обоснованность привлечения их к уголовной ответственности».

## Попытка воссоздания
В 2006 году создана крымско-татарская общественная организация «Милли фирка», претендующая на преемственность от исторической партии «Милли фирка», с которой связан недолгий период существования Крымской народной республики.
Организация официально функционирует в Российской Федерации как крымская республиканская общественная организация социально-культурного развития «МИЛЛИ ФИРКА» с председателем правления в лице Абдураимова Васви Эннановича. Деятельность организации на предмет соблюдения Устава и расходования членских взносов контролируется министерством юстиции Российской Федерации.